# Гребеножко, Александр Владимирович
Александр Владимирович Гребеножко (3 июля 1953) — советский футболист, нападающий.

## Биография
Выступал за молодёжную сборную СССР. Первый клуб — команда второй лиги «Ангара» (Ангарск). Сезоны 1972—1974 провёл в свердловском «Уралмаше». В 1975 перешёл в ленинградский «Зенит», где за три года сыграл 30 игр, забил один мяч. Карьеру в командах мастеров закончил в киевском СКА (1978—1982).
Брат Игорь 1954 г. р. играл во второй лиге за «Локомотив» Винница (1976—1978) и «Днепр» Черкассы (1979). Сын Александр (1976—2025) также был профессиональным футболистом.